# Rocca di Botte
Rocca di Botte è un comune italiano di 874 abitanti della provincia dell'Aquila, in Abruzzo.

## Geografia fisica
Rocca di Botte è un comune situato a 750 m s.l.m. al confine dell'Abruzzo con il Lazio. Il paese sorge alle falde nord-occidentali dei monti Carseolani, non distante dall'area dei monti Simbruini e dell'omonimo parco naturale, segnando la linea di confine della piana del Cavaliere con l'alta valle dell'Aniene. I territori contermini sono Arsoli, Camerata Nuova, Cappadocia, Cervara di Roma, Oricola e Pereto.
Il nucleo abitato è adagiato sul versante settentrionale del monte La Corte che corona di verde il centro abitato antico, mentre nella zona pianeggiante a 672 m s.l.m. si trova la località residenziale di Casaletto, località attraversata dal torrente Fioio.

## Origini del nome
Sull'origine del nome Rocca di Botte ci sono diverse ipotesi:
- La vecchia rocca edificata tra l'XI e il XII secolo è situata nella parte più alta del monte che sovrasta il centro contemporaneo e presenta una forma difensiva tipica di un castello-recinto[5]. Stando ad alcuni documenti dell'XI secolo, il nome del paese deriverebbe dalla forma della volta a botte del serbatoio idrico situato a mezza costa sul monte San Fabrizio. La cosiddetta "fonte a Monte" originariamente venne utilizzata per rifornire di acqua il nucleo abitato sottostante[6].
- L'ipotesi etimologica che collega il toponimo al nome del principe tracio Bitty (o De Butis) è stata giudicata inverosimile[6].

L'ocre posto in altura su un'area rocciosa del monte San Fabrizio veniva identificato nel Medioevo con il nome latino di Sancti Fabrizi.
Durante l'epoca dell'incastellamento su alcune carte storiche il centro viene identificato con il solo nome di "Rocca" o di "Butte", mentre nella bolla di Papa Clemente III del 1188 appare come "Rocca de Butta".
Su un catalogo angioino del XIII secolo è riportato il toponimo di "Rocca de Labucco". Dal XVII secolo in poi alcuni documenti ecclesiastici farebbero riferimento al paese chiamandolo "Arx", "Arx Fortium", "Arx Samnitum", "Arx Veges" o "Castro Arcis Vegetis".
Dal Basso Medioevo in poi risultano più di frequente i toponimi di "Rocca de Bucte" e "Roccabotte".

## Storia
(Ernesto Pomilio)

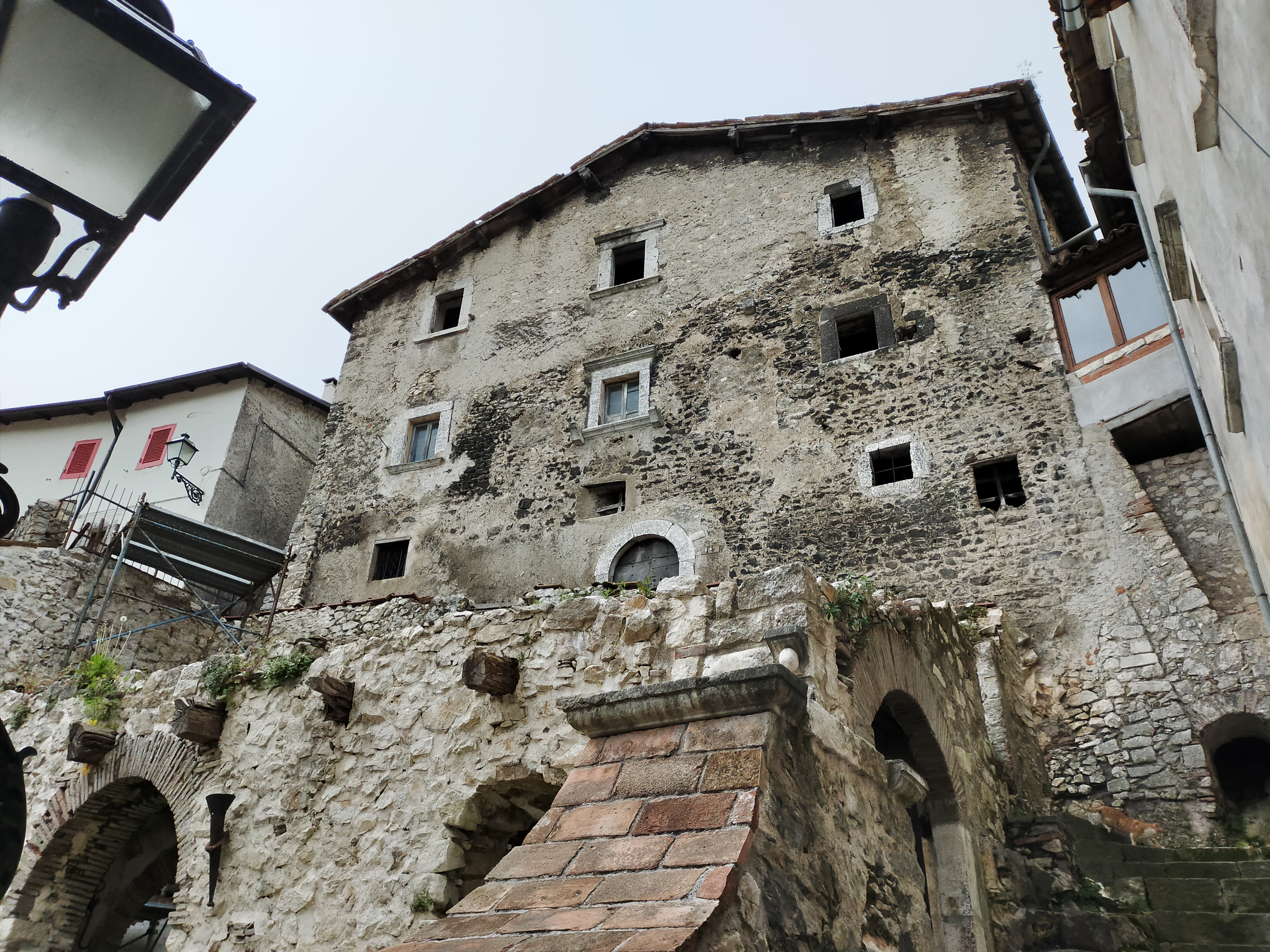
Scorcio del centro storico

Le prime notizie relative al territorio di Rocca di Botte risalgono al X secolo quando, secondo alcuni storici, sarebbe esistito un monastero basiliano o benedettino, intorno al quale si sarebbe formato il nucleo originario del paese. Nel paese nel corso dell'XI secolo nacque e visse fino all'adolescenza san Pietro l'eremita, soprannominato "Cavaliere itinerante", che è il protettore del paese. Morto a Trevi nel Lazio, fu proclamato santo il primo ottobre 1215 dal vescovo di Anagni, Giovanni IV.
Dal 1173 Rocca di Botte fu soggetta alla signoria di Ottone De Montanea, la cui famiglia governò fino al XIV secolo, successivamente passò sotto il controllo degli Orsini e a cominciare dagli ultimi anni del XV secolo divenne stabilmente un feudo della famiglia romana dei Colonna grazie alla donazione fatta a questa dinastia da parte di Federico I di Napoli.
Il paese seguì le vicende storiche delle baronie della Marsica incluse nel ducato di Tagliacozzo e nella contea di Albe, conoscendo il massimo sviluppo edilizio e architettonico durante il XVI secolo grazie ai colonnesi. Tuttavia subì due gravi devastazioni a causa della ribellione della popolazione: la più grave avvenne nel 1557 ad opera dei militi del duca marsicano dell'epoca, l'altra fu ordinata dall'abate di Subiaco, Scipione Colonna.
Il paese subì la grave epidemia di peste nel 1656 che ne causò un brusco spopolamento. Il territorio, tra il XVIII e il XIX secolo, fu interessato dal brigantaggio prima e dopo l'unità d'Italia e fino alla presa di Roma del 1870. 
Il 27 dicembre del 1907 Rocca di Botte conquistò ufficialmente l'autonomia amministrativa, grazie anche all'impegno del comitato civico. Il paese, come tutti i centri della piana del Cavaliere, subì danni a seguito del terremoto di Avezzano del 1915 ma non esiti distruttivi paragonabili a quelli del Fucino e della valle Roveto. Il 10 e il 12 aprile 1961 si verificarono due scosse di terremoto con magnitudo stimata pari a 4,5 e 4,6 della scala Richter che causarono danni non irreparabili al patrimonio architettonico.
Negli anni duemila il comune ha fatto registrare un boom demografico raddoppiando quasi il numero dei residenti rispetto agli anni settanta-novanta. 
Il paese, situato a ridosso del parco regionale dei monti Simbruini, è considerato una salubre località di villeggiatura.

## Monumenti e luoghi d'interesse

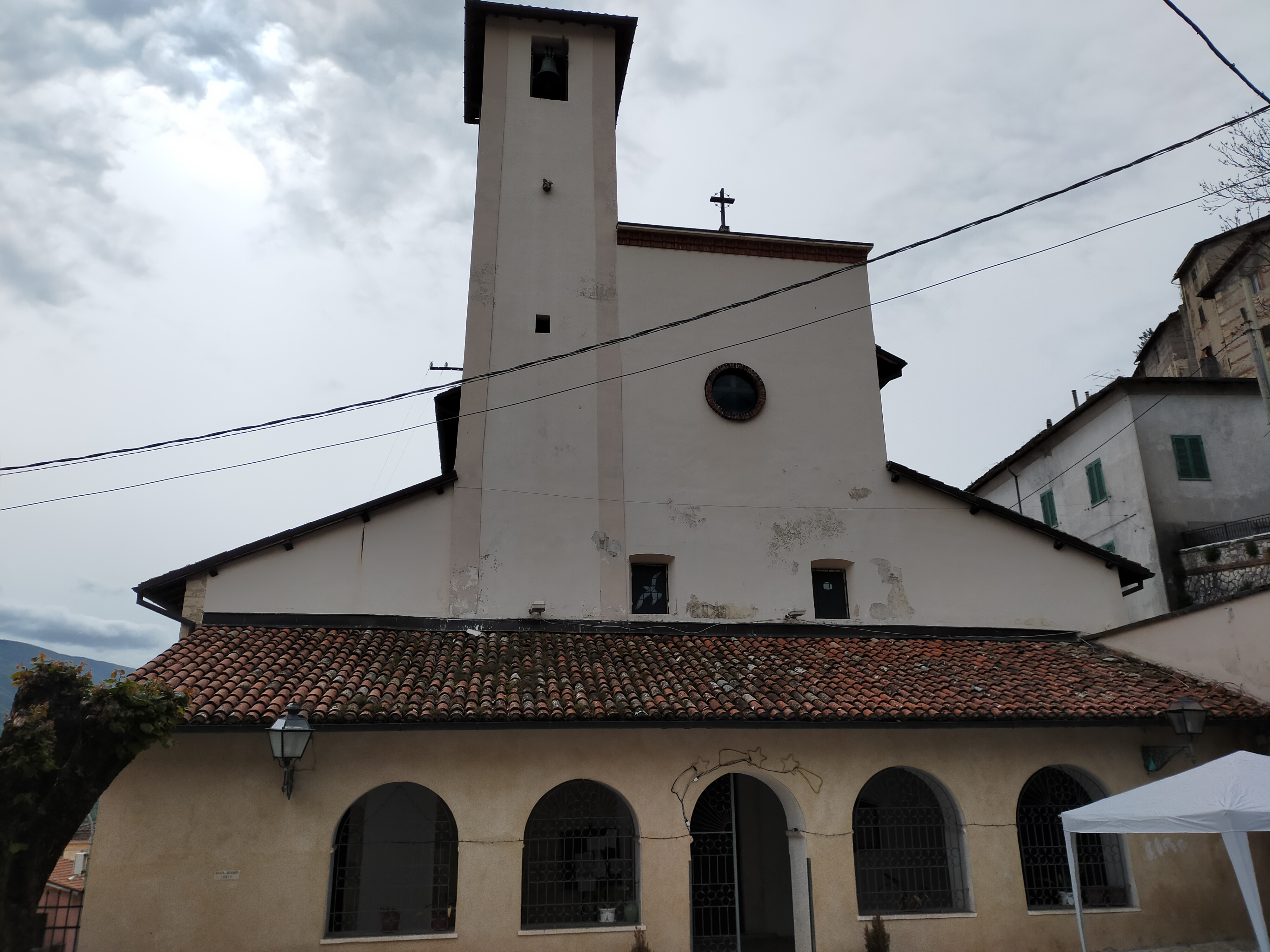
Chiesa di San Pietro Apostolo

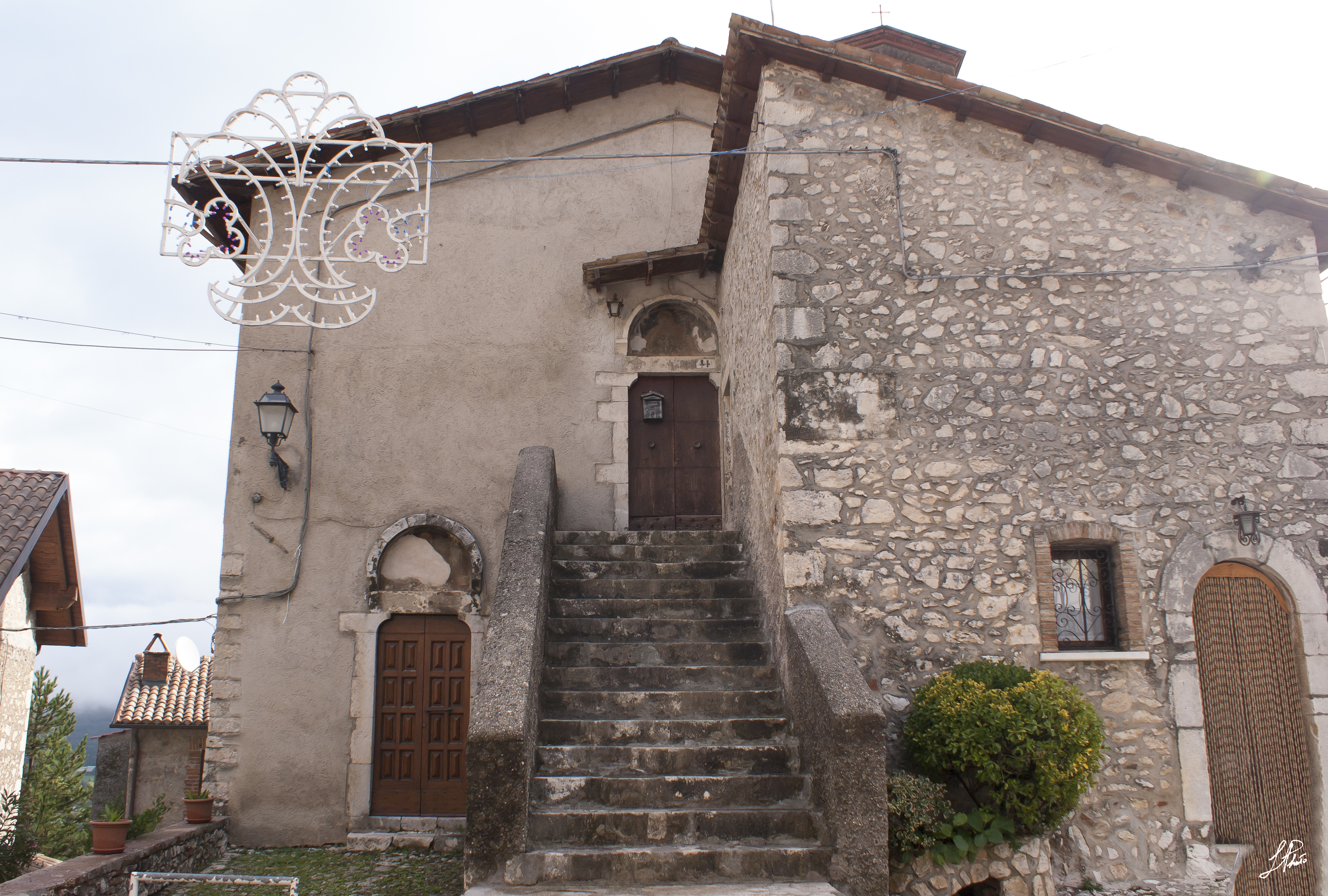
Chiesa di Santa Maria della Febbre

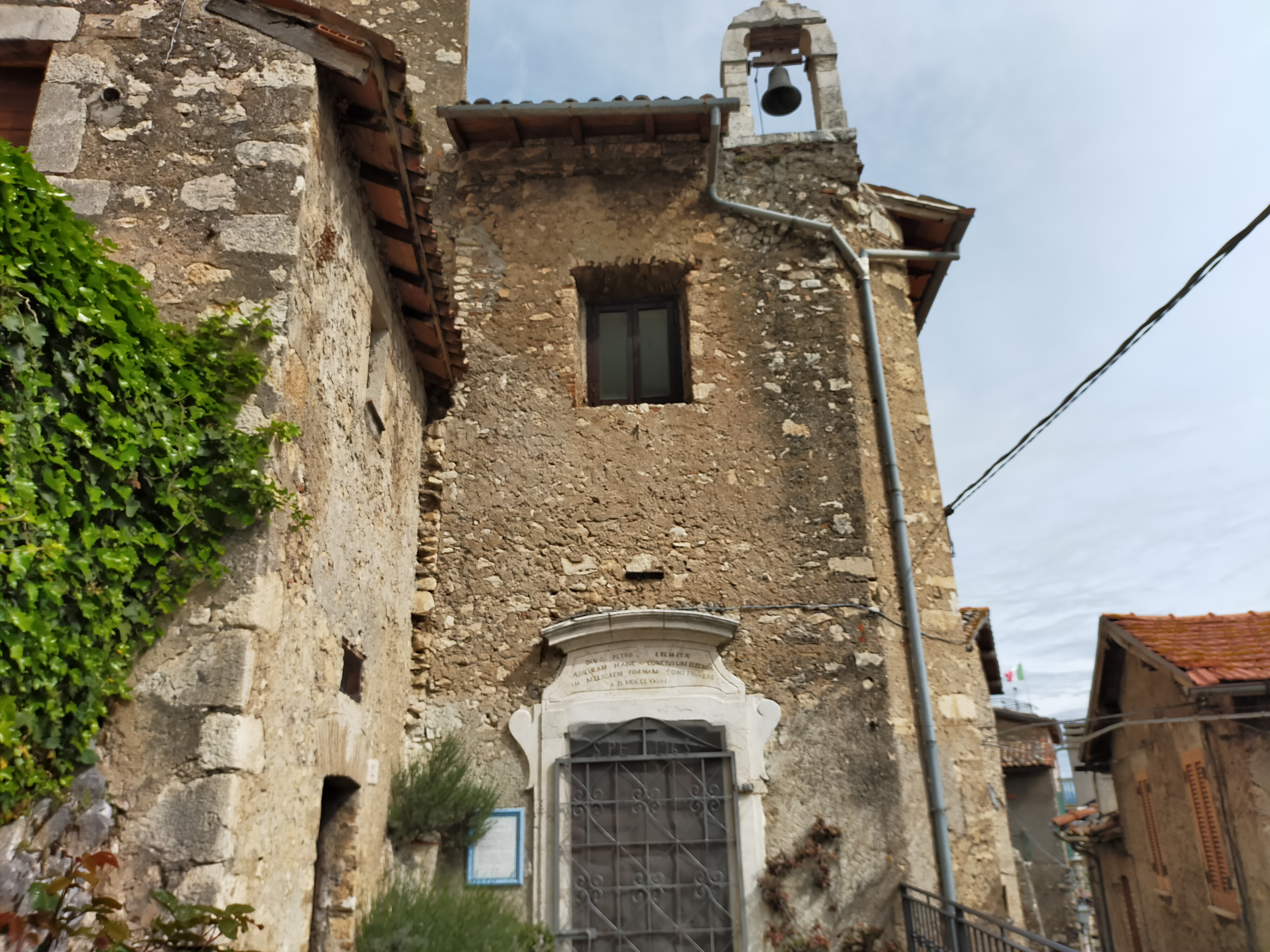
Chiesa di San Pietro Eremita

### Architetture religiose
Santuario della Madonna dei BisognosiSituato nel mezzo del confine tra Rocca di Botte e Pereto, sul monte Serra Secca, venne eretto secondo la tradizione nell'anno 608. Internamente è ospitata la statua scolpita in legno di ulivo di Maria santissima con in grembo il Bambino Gesù, proveniente da Siviglia. In questo luogo Papa Bonifacio IV si recò per consacrare la chiesa e per ringraziare la Madonna per la sua guarigione, donando il crocifisso processionale ancora esposto. Il santuario internamente è decorato da affreschi del tardo quattrocento raffiguranti scene del paradiso e dell'inferno relative al giudizio universale. Nel 1902 è stato dichiarato edificio monumentale degno di essere conservato.
Chiesa di San Pietro ApostoloChiesa madre del paese, conserva due opere in marmo del XII secolo: il pulpito e il tabernacolo. È dotata di due organi, quello antico già presente nel 1636 e quello nuovo attribuibile all'artista di Affile, Cesare Catarinozzi. Una lunga fase di restauro, nei primi anni del XXI secolo, li ha riportati all'originario splendore.
Chiesa di San Pietro EremitaVerosimilmente risalente al 1215, l'anno della canonizzazione di San Pietro l'eremita, patrono del comune. Di sicuro appare citata in un catalogo angioino del 1273. Contigua alla casa natale del santo venne ricostruita nel 1777. È situata nella parte più antica del nucleo medievale.
Chiesa di Santa Maria della FebbreRisalente al XII-XIII secolo presenta due piani, uno superiore dedicato a santa Maria del Pianto e uno inferiore. Il nome della chiesa sarebbe legato alle epidemie di peste dell'epoca, l'edificio venne infatti utilizzato anche come ospedale. Conserva affreschi tardo quattrocenteschi raffiguranti la Pietà, il Cristo benedicente, san Giacomo e sant'Onofrio.

### Architetture civili

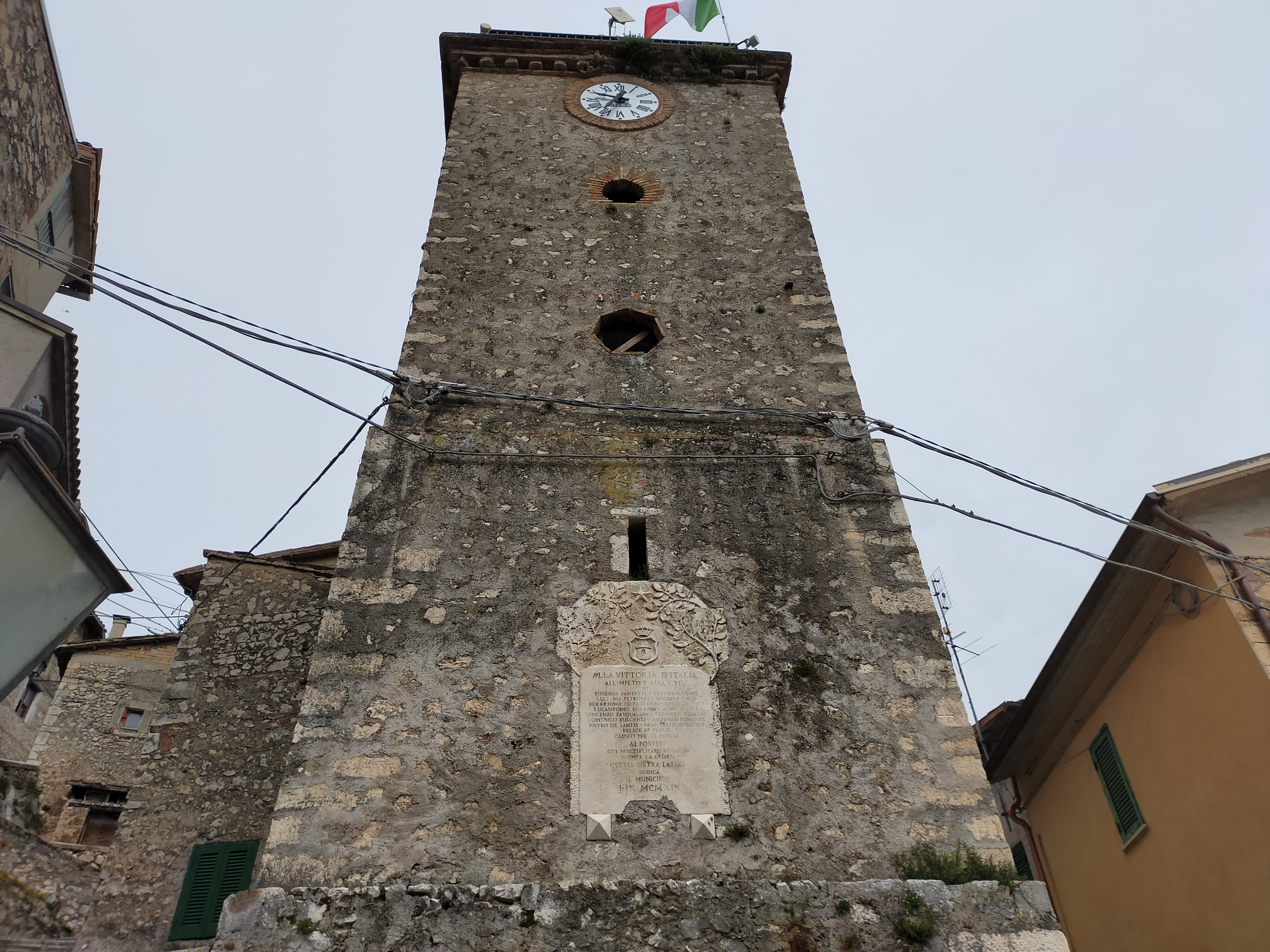
Torre dell'orologio

Torre dell'orologioTorre campanaria con orologio che domina il paese. Situata in piazza Umberto I è uno dei simboli del comune.
Casa natale di san Pietro l'eremitaSituata nel centro storico è adiacente alla chiesa intitolata al santo. Agli inizi dell'XI secolo egli nacque e visse qui fino all'adolescenza.

### Architetture militari
Stazione dei Carabinieri realiIstituita con l'Unità d'Italia per contrastare il fenomeno del brigantaggio postuniano la sede dei Carabinieri Reali di Rocca di Botte fu chiusa nel 1874, pochi anni dopo la presa di Roma. Il portale in pietra dell'ingresso principale è sovrastato da uno stemma, all'interno dell'ex caserma si trovano alcuni dipinti murali risalenti al XIX secolo.

### Monumenti
- Fontana del Colle: antico fontanile situato dinanzi alla sede municipale[38].
- Arco del Portonaccio: probabile residuo di una tenuta della famiglia De Montanea, l'arco secentesco è situato nella parte bassa del paese in località Casaletto[39][40].

### Siti archeologici
- A Colle San Vito i rinvenimenti di strutture murarie riferibili ad un edificio di culto con blocchi a fregi dorici, un rocchio e, soprattutto, i resti scheletrici di 4 individui (due adulti e due infanti), hanno fatto presupporre l'esistenza di monumenti funerari. Rinvenuta anche una ciotola in maiolica arcaica (databile tra il XIV ed il XV secolo). I successivi scavi e studi hanno fatto presupporre l'esistenza in zona di un castelliere[41].
- Schegge silicee, frammenti di terracotta e preziosi ritrovamenti di ceramiche, marmi, mosaici, tombe "alla cappuccina", epigrafi, cippi, resti di capanne ed anche frammenti architettonici farebbero presupporre la presenza dell'uomo primitivo nella valle del Fiojo e nelle località di La Prata, Casaletto, Piè di Serra Secca, Fontana Vedeca e Roccabella[42].
- Resti dell'antico castello-recinto edificato su uno sperone roccioso nei pressi della fonte a Monte[43][44].

### Aree naturali
Cammino di San Pietro EremitaItinerario storico e naturalistico che ripercorre la peregrinazione di san Pietro l'eremita tra i luoghi della piana del Cavaliere, il sublacense e l'alta valle dell'Aniene, fino a Trevi nel Lazio, nel frusinate, dove il santo morì ed è sepolto.

## Società

### Evoluzione demografica
Abitanti censiti

### Etnie e minoranze straniere
I cittadini stranieri residenti a Rocca di Botte rilevati dall'Istat al 31 dicembre 2020 erano 64, pari circa al 7,5% della popolazione residente.

### Tradizioni e folclore

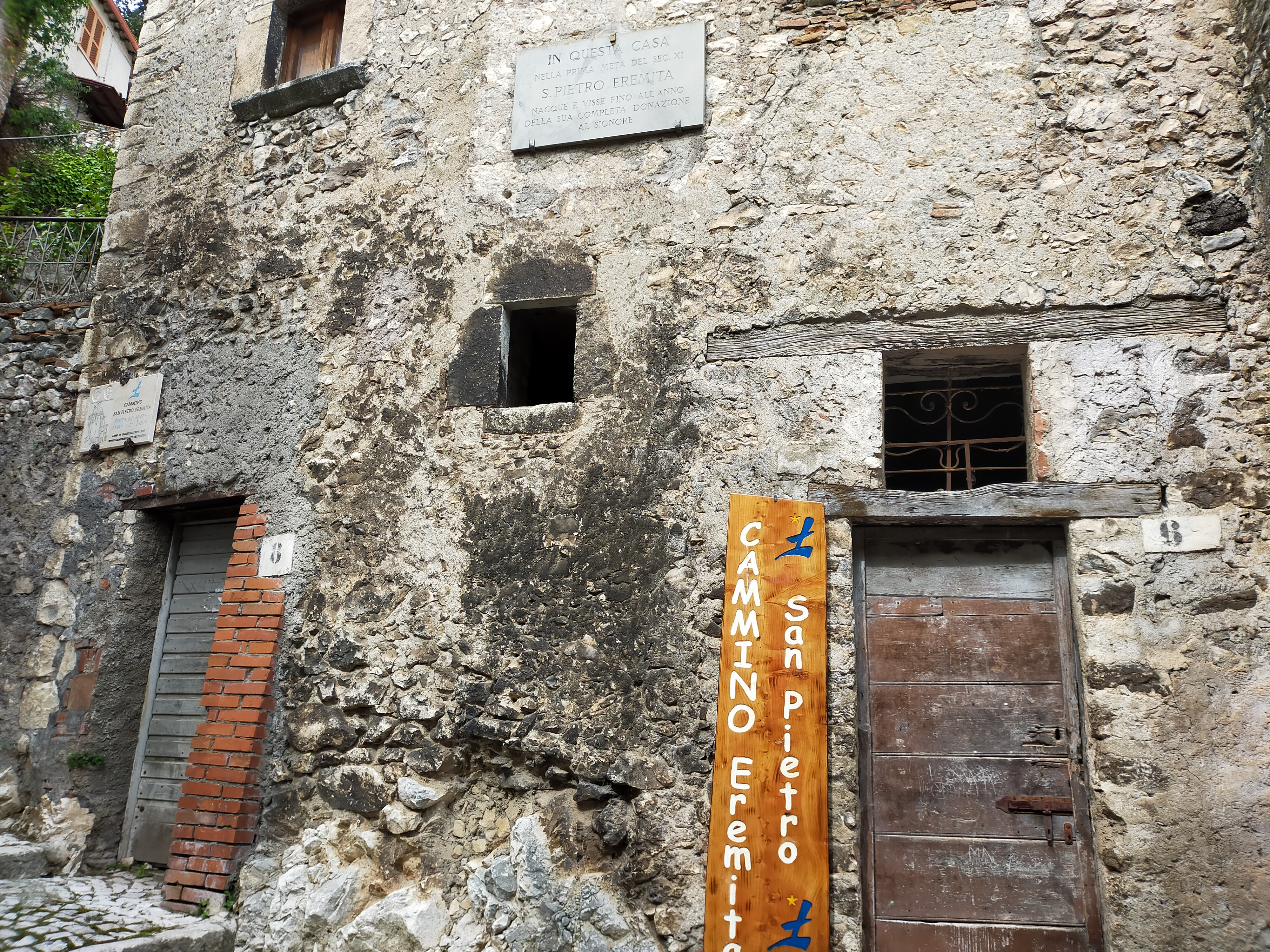
Casa natale di san Pietro l'eremita

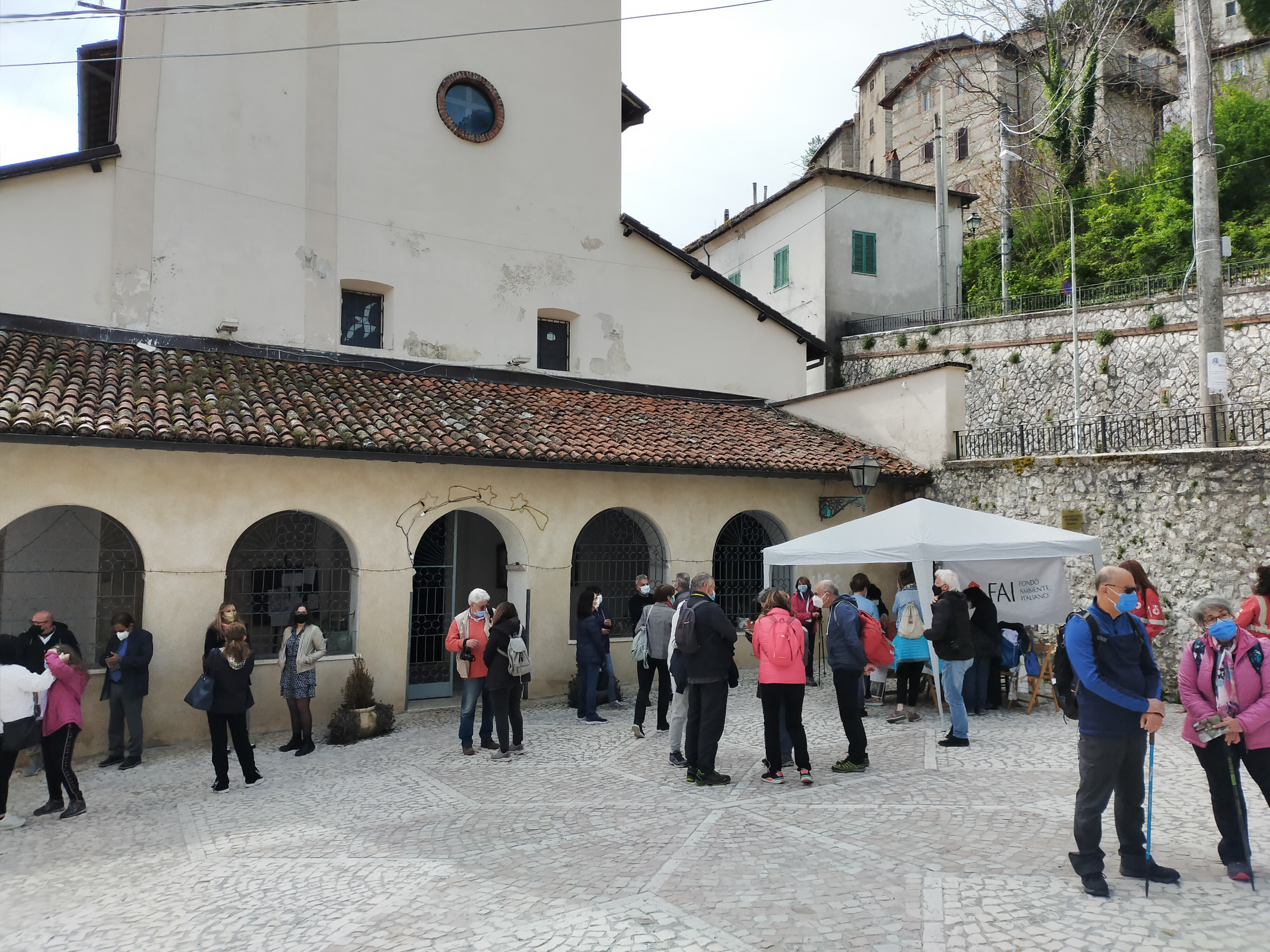
Giornata FAI di Primavera

Tra la fine di agosto e la prima domenica di settembre di ogni anno si rinnova il rito della "Comparanza" o del "Comparatico in San Pietro" tra i comuni di Rocca di Botte e Trevi nel Lazio. Le celebrazioni religiose si svolgono in onore di san Pietro l'eremita, patrono dei due comuni. Il 29 agosto i fedeli di Rocca di Botte si recano a Trevi nel Lazio per venerare i resti del santo, mentre in occasione dell'ottavario, ovvero otto giorni dopo, il gemellaggio e il pellegrinaggio si rinnovano nel paese marsicano.
Nella prima decade di settembre durante il "Comparatico" di Rocca di Botte si celebra il rito della Panarda con l'offerta del pane benedetto di san Pietro, cotto nel forno originario della casa natale del santo eremita.

## Economia

### Turismo
Rocca di Botte fa parte dell'associazione nazionale Borghi autentici d'Italia.

## Infrastrutture e trasporti

### Strade
Rocca di Botte è collegata a Roma e all'Aquila tramite il casello di Carsoli-Oricola dell'autostrada A24 ed a Pescara ed Avezzano tramite la diramazione a Torano della A25. La strada provinciale 27 del Cavaliere collega il paese a Pereto e agli altri centri della piana del Cavaliere. Un'altra arteria provinciale la collega a Camerata Nuova.

## Amministrazione
Sul sito del Ministero dell'interno sono disponibili i dati di tutte le elezioni amministrative di Rocca di Botte dal 1985 ad oggi.
| Periodo           | Periodo           | Primo cittadino            | Partito                             | Carica  | Note |
| ----------------- | ----------------- | -------------------------- | ----------------------------------- | ------- | ---- |
| 1956              | 1964              | Giovanni Marzolini         |                                     | Sindaco |      |
| 1964              | 1969              | Americo Marzolini          |                                     | Sindaco |      |
| 1970              | 1975              | Giovanni Marzolini         |                                     | Sindaco |      |
| 1975              | 1980              | Fernando Marzolini         |                                     | Sindaco |      |
| 1980              | 12 giugno 2004    | Luigi Bonanni              |                                     | Sindaco |      |
| 13 giugno 2004    | 28 marzo 2010     | Renato Pietroletti         | Lista civica                        | Sindaco |      |
| 29 marzo 2010     | 30 maggio 2015    | Renato Pietroletti         | Lista civica Innovazione e sviluppo | Sindaco |      |
| 31 maggio 2015    | 21 settembre 2020 | Fernando Antonio Marzolini | Lista civica Polis Nova             | Sindaco |      |
| 22 settembre 2020 | in carica         | Fernando Antonio Marzolini | Lista civica Polis Nova             | Sindaco |      |

### Gemellaggi
- Trevi nel Lazio[54]

## Sport

### Nuoto
Presso la località residenziale del Casaletto, in via Bonifacio Graziani, c'è un centro sportivo dotato di piscina semi-olimpionica, piscina per bambini e vasca idromassaggio.